# 長崎市役所
長崎市役所（ながさきしやくしょ、英: Nagasaki City Hall）は日本の地方公共団体である長崎市の執行機関事務を行う施設（役所）。
庁舎は長崎市桜町にあったが（1959年建築）、老朽化のために2022年（令和4年）12月28日で閉庁し、2023年（令和5年）1月4日から長崎市魚の町の庁舎に移転した。

## 施設
長崎市では老朽化した長崎市公会堂を解体し、その跡地に長崎市役所新庁舎を建設することになった。2013年度（平成25年度）中に新たな市役所の基本計画を策定し、翌2014年度（平成26年度）中に設計に着手、2016年度（平成28年度）中に着工、2019年度（平成31年度）中の完成が計画された。市役所新庁舎完成後、旧市役所庁舎を解体し、その跡地に公会堂に代わる新たな文化施設を建設する方針とされている。
2023年（令和5年）1月4日、長崎市魚の町の新庁舎が開庁することになった。
魚の町の新庁舎では市役所本館、市役所別館、商工会館内、金屋町別館、桜町第2別館、市民会館内、興善町民間ビル内、市民活動センター内、交通産業ビル内に分散していた市役所機能のほぼすべてが集約されることになった。

### 建物概要
- 地上19階、地下1階、塔屋1階[4]
- 延べ床面積 51,748 m2[4]

### フロア
- 18階 - まちづくり部、建築部
- 17階 - 土木部、建築部
- 16階 - 上下水道局事業部
- 15階 - 上下水道局業務部、上下水道局事業部
- 14階 - 水産農林部、文化観光部、商工部
- 13階 - 原爆被爆対策部、市民健康部、環境部
- 12階 - 福祉部（福祉総務課、介護保険課）、長崎市教育委員会学校教育部、長崎市教育委員会教育総務部
- 11階 - 福祉部（高齢者すこやか支援課、地域包括ケアシステム推進室）、市民健康部、保健所
- 10階 - 理財部、市民生活部
- 9階 - 企画財政部、総務部
- 8階 - 秘書広報部、企画財政部（都市経営室）
- 7階 - 総務部（情報統計課）
- 6階 - 議会事務局（議会傍聴席）
- 5階 - 議会事務局（議会事務局総務課、議事調査課）
- 4階 - 理財部（資産税課）、中央総合事務所、上下水道局業務部（料金サービス課）
- 3階 - 理財部（収納課、特別滞納整理室、市民税課）、市民健康部（国民健康保険課、後期高齢者医療室）
- 2階 - 福祉部（障害福祉課）、こども部
- 1階 - 総合窓口

## 旧庁舎

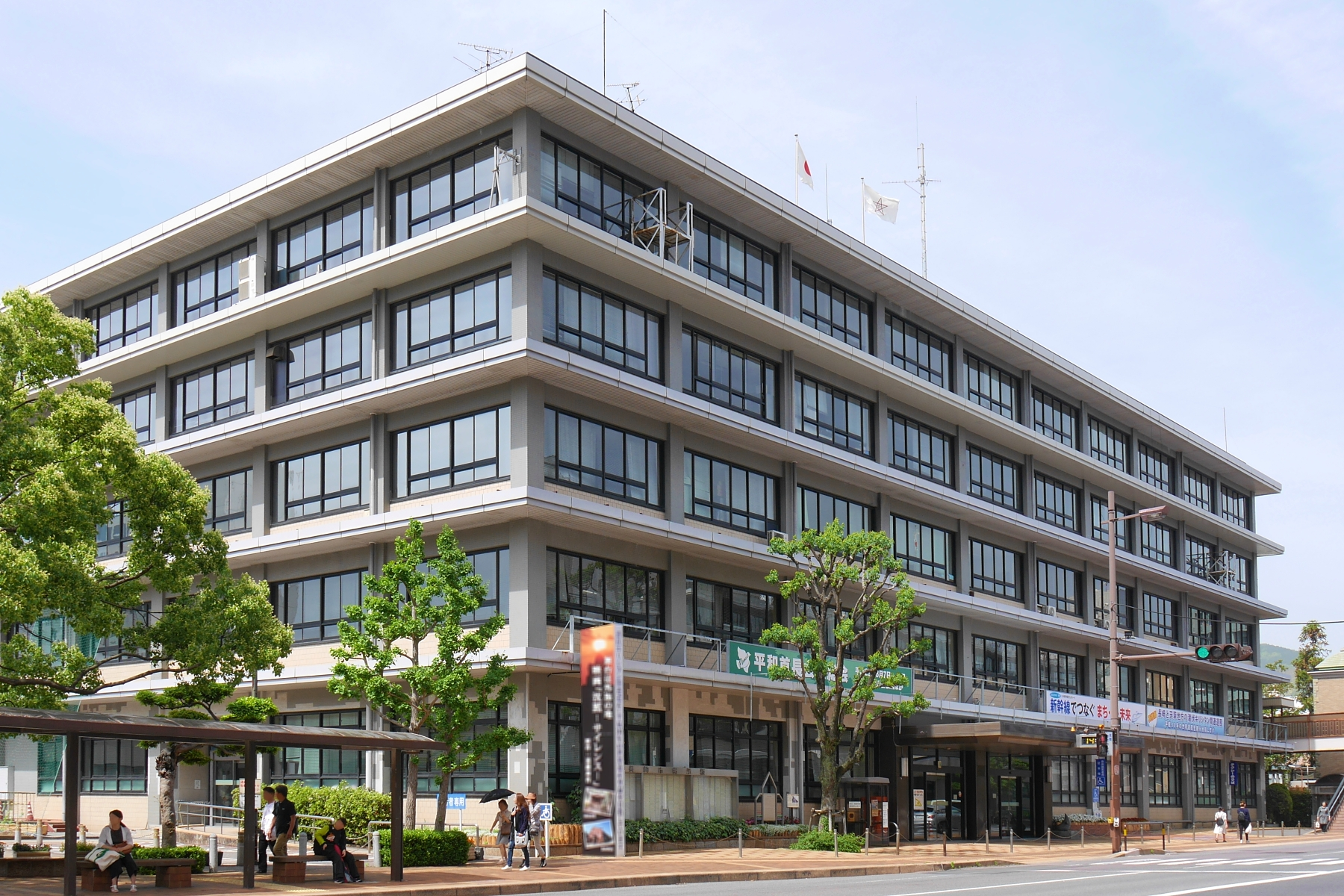
旧長崎市役所本館

### 本館
位置
長崎県長崎市桜町2番22号
施設概要
鉄筋コンクリート造、塔屋1階、地上5階、地下1階建て。
- 敷地面積 6,832.10 m2
- 建築面積 2,439.77 m2
- 延べ面積 10,406.79 m2
- 総工費 3億2,249万円

フロア
- 5階 - 土木総務課、道路建設課、道路維持課、みどりの課、河川課、用地課、監査事務局、監査委員室
- 4階 - 都市経営室、総合企画室、地域振興課、契約検査課、入札室、教育長室、教育委員会総務課、施設課、学校教育課、健康教育課　
- 3階 - 市長室、副市長室、秘書課、広報広聴課、財政課、総務課、人事課、行政体制整備室、市政記者室
- 2階 - 財産活用課、収納課、特別滞納整理室、資産税課、市民税課、国民健康保険課、後期高齢者医療室
- 1階

総合案内、自治振興課（市政資料コーナー、自治会相談・情報コーナー）、地域コミュニティ推進室、安全安心課、市民課、原爆被爆対策部（調査課、援護課、被爆者保健相談室）、出納室、十八親和銀行
- 地下1階 - 守衛室、食堂、売店

### 別館
位置
長崎市桜町6番3号（北緯32度44分59.5秒 東経129度52分43.5秒 / 北緯32.749861度 東経129.878750度）
施設概要
鉄筋コンクリート造、地上4階、地下2階建て。
- 工費3億3,250万円

フロア
- 4階 - 環境総務課、環境保全課、廃棄物対策課、環境整備課、まちづくり推進室、まちなか事業推進室、上下水道局（下水道建設課、下水道施設課）
- 3階 - 福祉事務所（福祉総務課、生活福祉1・2課、地域保健課、地域医療室、健康づくり課、生活衛生課、幼児課、こどもみらい課）
- 2階 - 上下水道局（上下水道局長室、総務課、経理課、料金サービス課、事業管理課、水道建設課、浄水課）
- 1階

福祉事務所（高齢者すこやか支援課、障害福祉課、介護保険課、子育て支援課）、保健所（こども健康課、健康相談室、母子衛生相談室、栄養相談室、歯科保健相談室、こども相談室、レントゲン室）
- 地下1階 - 保健所（衛生教育室、機能回復訓練室、精神保健相談室）、上下水道局（給水課、守衛室）
- 地下2階 - 保健所（介護実習室、介護相談室、社会復帰訓練室）　

### 商工会館ビル
位置
長崎市桜町4番1号（北緯32度44分57.6秒 東経129度52分38.7秒 / 北緯32.749333度 東経129.877417度）
フロア
- 5階 都市計画課　交通企画課　長崎駅周辺整備室　建築指導課
- 4階 アジア戦略室　産業雇用政策課（中小企業サポートセンター）　商業振興課（金融相談室）　観光政策課　観光推進課　国際課

### 長崎市民会館
位置
長崎市魚の町5番1号（北緯32度44分54.9秒 東経129度52分52.4秒 / 北緯32.748583度 東経129.881222度）
フロア
- 7階 - 中央青年の家、人権啓発室
- 6階 - 国体推進部（総務企画課　競技運営課）
- 2階 - スポーツ振興課、文化財課、生涯学習課、中央公民館　　
- 1階 - 男女共同参画室（男女共同参画推進センターアマランス）

### 桜町第二別館
位置
長崎市桜町1番7号（北緯32度45分1.1秒 東経129度52分36.2秒 / 北緯32.750306度 東経129.876722度）
フロア
- 5階 - 設備課
- 4階 - 住宅課
- 3階 - 建築課
- 2階 - 住宅課

### 金屋町別館
位置
長崎市金屋町9番3号（北緯32度44分58.2秒 東経129度52分30.9秒 / 北緯32.749500度 東経129.875250度）
フロア
- 5階 - 農業振興課、農林整備課
- 4階 - ながさきの食推進室、水産振興課
- 3階 - 水産農林総務課
- 2階 - 農業委員会

### 交通会館別館
位置
長崎市大黒町3番1号（長崎交通会館（長崎駅前））6F（北緯32度45分12.1秒 東経129度52分18.9秒 / 北緯32.753361度 東経129.871917度）
フロア
- 6階 - 世界遺産推進室、統計課、選挙管理委員会

### 長崎市職員会館
位置
長崎市桜町1番12号（北緯32度45分1.0秒 東経129度52分35.6秒 / 北緯32.750278度 東経129.876556度）
フロア
- 1階 - しごと改革室

### メルカつきまち
位置
長崎市築町3番18号 （旧・築町別館）（北緯32度44分44.3秒 東経129度52分33.7秒 / 北緯32.745639度 東経129.876028度）
フロア
- 4階 - 長崎市消費者生活センター（長崎市民のパスポート申請・交付を行っている。）、計量業務、市民サービスコーナー

## 沿革
前身（長崎区役所）
- 1878年（明治11年）

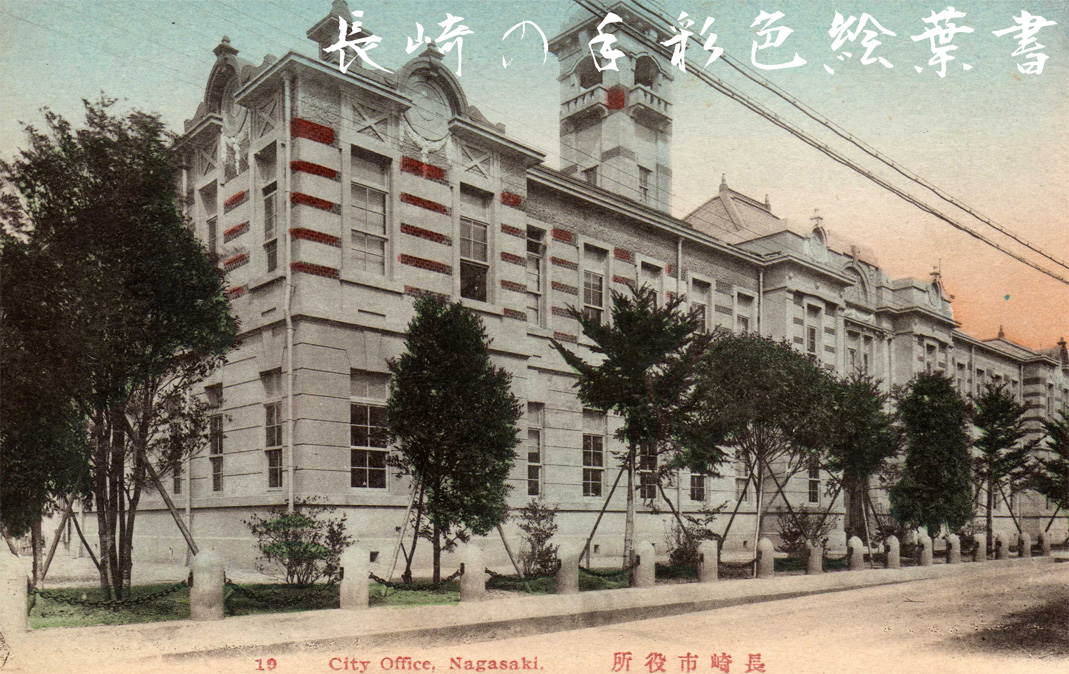
長崎市役所本館（大正）
原爆投下直後の延焼にも耐えた庁舎であったが、1958年（昭和33年）の火災で2階部分を消失し、解体された

  - 11月20日 - 勝山小学校内に「長崎区役所」が開庁。初代区長に家永恭種が任命される。議政機関として区会を設置。
  - 12月 - 長崎区を6部に区分し、各区公選により戸長をあげ、区役所の隣に戸長役所を設置。
- 1881年（明治14年）12月 - 戸長役所を長崎区戸長役所に改称。
- 1889年（明治22年）12月 - 戸長・長崎区戸長役所が廃止され、区政はすべて区長の掌握するところとなる。
- 1882年（明治15年）12月 - 長崎区役所が磨屋町の薬師寺自暁宅に移転。
- 1884年（明治17年）
  - 4月 - 桜町に長崎区役所・戸長事務取扱所および議事堂が完成。
  - 5月1日 - 開庁式を挙行。
  - 5月4日 - 新庁舎へ移転を完了。

長崎市役所
- 1889年（明治22年）
  - 3月5日 - 長崎県令18号により長崎市の区域が定められ、21号により長崎区に市制を施行する旨が発令される。
  - 4月1日 - 長崎区が市制を施行し、長崎市となる[6]。面積は7 km2、戸数9,230戸、人口 54,502人。
  - 4月2日 - 市制施行祝賀会を諏訪公園丸馬場で挙行。
  - 4月21日 - 第1回長崎市会[7]選挙を実施[8]。定員36名が選出。
  - 5月9日 - 第1回長崎市会[7]が開かれ、初代議長に家永芳彦が選出。
  - 5月18日 - 市会で市長選挙を行い、初代市長候補者として北原雅長、松原英義、太田資政の3名が選出される。
  - 6月8日 - 天皇の裁可を経て、北原雅長が初代市長に就任。
  - 6月13日 - 市会で初代助役に和田要太郎が選出される。
  - 7月27日 - 市会で初代収入役に第十八国立銀行支配人の永見寛二が選出される。
  - 8月9日 - 旧・長崎区役所庁舎（桜町40番地）を継承し、長崎市役所が開庁。6課8係[9]に53名の職員で発足。
    - 庶務課 - 文書係、戸籍係、兵事係
    - 勧業課
    - 土木課
    - 収税課 - 地理係、国税係、地方税係、市税係、司計係
    - 学務課
    - 衛生課

  - 8月10日 - 開庁式を挙行。
- 1894年（明治27年）11月10日 - 長崎市役所の新築庁舎（木造2階建て本館と木造平屋の別館）が完成。
- 1913年（大正2年）4月2日 - 長崎市役所鉄筋新築庁舎を起工。
- 1914年（大正3年）12月25日 - 鉄筋コンクリート造2階建ての新築庁舎が完成。設計は山田七五郎による。
- 1938年（昭和13年）4月1日 - 合併により「西浦上支所」・「小ヶ倉支所」・「土井首支所」・「小榊支所」を設置。
- 1948年（昭和23年）10月1日 - 保健所の業務が長崎県から長崎市に移管され、長崎市保健所を開設。
- 1951年（昭和26年）12月6日 - 稲佐町に稲佐保健所を新設。これに伴い、長崎市保健所を中央保健所と改称。
- 1955年（昭和30年）
  - 1月1日 - 合併により「福田支所」・「深堀支所」を設置。
  - 2月1日 - 合併により「日見支所」を設置。
- 1957年（昭和32年）
  - 6月 - 新庁舎建設に向けて、市役所望楼[10]を撤去。
  - 7月12日 - 市制70周年を目前に新庁舎を起工。
- 1958年（昭和33年）
  - 3月29日 - 市議会事務局付近からの出火により、市役所庁舎2階の大半を消失。
    - この日は市議会定例会の終了日で、議決された書類等はすべて焼失。床がコンクリートであったため、1階への延焼は免れ、戸籍・税務・会計・財政・庶務の各重要書類は無事搬出された。
    - 出火の原因は議長室のストーブの残り火をかき出した際、残り火がソファーの下に落ち、じゅうたんに燃え移ったものと断定。

  - 3月31日
    - 戸籍・税務・会計等各窓口が1階で業務を再開。
    - 市と市議会の合同災害対策協議会が行われ、焼けた庁舎の復興対策協議の結果、全部取り壊して改築することが決定された。

  - 4月1日 - 隣接地に建設中で延焼を免れた新庁舎2階に固定資産税・市民税・徴税の3課が移転。
  - 4月3日 - 新庁舎1階に戸籍・会計・庶務の3課と収入役室が移転。
  - 4月10日 - 消防局で執務中であった市長室・助役室・秘書課が新庁舎2階に移転。
- 1959年（昭和34年）
  - 4月1日
    - 新庁舎（現在の本館）が完成。
    - 長崎市制70周年・市庁舎落成・長崎港開港389周年記念式典が完成したばかりの庁舎屋上で行われる。
- 1961年（昭和36年）11月15日 - 長崎市役所本館前の元・水道局、建設部庁舎跡に長崎市水道局庁舎が完成し、開庁。
  - 鉄筋コンクリート造、地上2階・地下2階建て、延べ面積3,376 m2、工費8,600万円
- 1962年（昭和37年）1月1日 - 合併により「茂木支所」・「式見支所」を設置。
- 1963年（昭和38年）4月20日 - 合併により「東長崎支所」を設置。
- 1966年（昭和41年） 
  - 1月21日 - 別館庁舎が完成。
  - 4月1日 - 別館落成式を挙行。
- 1969年（昭和44年）5月15日 - 老朽化した稲佐保健所を廃止し、岩川町に北保健所を開設。
- 1973年（昭和48年）3月31日 - 合併により「三重支所」を設置。
- 2005年（平成17年）1月4日 - 合併により、旧6町（香焼・伊王島・高島・野母崎・外海・三和）にそれぞれ行政センターを設置。
- 2006年（平成18年）1月4日 - 合併により、旧1町（琴海）に行政センターを設置。
- 2007年（平成19年）12月 - 長崎県議会で金子原二郎知事が長崎県庁舎改築について市役所との合築も選択肢として検討すると答弁。田上富久市長は慎重な姿勢を示す。[11]
- 2009年（平成21年）7月1日 - パスポート業務が長崎県パスポートセンターから長崎市消費者生活センターに移管され、業務を開始。
- 2016年（平成28年）10月 - 西浦上支所より滑石事務所が分離し、「滑石支所」として独立。
- 2017年（平成29年）10月 - 支所および行政センターを「地域センター」に改称・改編[12]。
  - 長崎市役所本館1階に「中央地域センター」が、市内4か所（市役所別館・東長崎・三和・琴海）に土木・保健・生活保護などを担当する「総合事務所」が設置された[12]。
- 2023年（令和5年)1月4日 - 長崎市魚の町に市役所新庁舎が開庁[2]。

## 総合事務所・地域センター
- 2017年（平成29年）10月より、従来の支所12ヶ所および行政センター7ヶ所は「総合事務所4ヶ所・地域センター20ヶ所」に再編された。
- 中央総合事務所には総務課・地域福祉課・生活福祉課（1課・2課）・地域整備課（1課・2課）が、その他の総合事務所には地域福祉課と地域整備課が設置されている。

### 中央総合事務所
- 所在地 - （総務課・地域福祉課）長崎市役所別館4階、（生活福祉課）別館3階、（地域整備課）本館5階
  - 中央地域センター（長崎市役所本館1階）
  - 小ヶ倉地域センター （旧・小ヶ倉支所）
    - 所在地 - 長崎市小ケ倉町2丁目21番地2（北緯32度42分20.1秒 東経129度50分58.4秒 / 北緯32.705583度 東経129.849556度）
    - 所管区域 - 新小が倉、小ケ倉町、大山町、ダイヤランド

  - 小榊地域センター （旧・小榊支所）
    - 所在地 - 長崎市小瀬戸町1015番地7（北緯32度43分30.8秒 東経129度50分8.0秒 / 北緯32.725222度 東経129.835556度）
    - 所管区域 - 木鉢町、みなと坂、小瀬戸町、神ノ島町

  -  西浦上地域センター （旧・西浦上支所）
    - 所在地 - 長崎市千歳町5番1号 （チトセピア内）（北緯32度47分23.5秒 東経129度51分43.0秒 / 北緯32.789861度 東経129.861944度）
    - 所管区域
      - 住吉町、住吉台町、中園町、若葉町、家野町、千歳町、花丘町、泉町、泉、文教町、赤迫、西北町、若竹町、柳谷町、錦、音無町、西町、白鳥町、清水町、緑が丘町、江里町、三芳町、油木町、昭和、女の都、大手、三川町、川平町、けやき台町、三ツ山町、畦別当町

  - 滑石地域センター（旧・滑石支所[13]、なめし）
    - 所在地 - 長崎市滑石5丁目1番44号（北緯32度48分26.9秒 東経129度50分9.0秒 / 北緯32.807472度 東経129.835833度）
    - 所管区域 - 滑石、大園町、大宮町、北栄町、北陽町、虹が丘町、葉山、エミネント葉山町、岩屋町、横尾

  -  福田地域センター（旧・福田支所）
    - 所在地 - 長崎市福田本町10番地（北緯32度44分45.7秒 東経129度49分14.5秒 / 北緯32.746028度 東経129.820694度）
    - 所管区域 - 大浜町、小浦町、福田本町、小江町、柿泊町、手熊町、上浦町

  -  茂木地域センター （旧・茂木支所）
    - 所在地 - 長崎市茂木町75番地10（北緯32度42分28.1秒 東経129度54分44.1秒 / 北緯32.707806度 東経129.912250度）
    - 所管区域 - 茂木町、田上、早坂町、北浦町、飯香浦町、太田尾町、田手原町、宮摺町、大崎町、千々町

  -  式見地域センター （旧・式見支所）
    - 所在地 - 長崎市式見町357番地（北緯32度47分12.6秒 東経129度47分31.1秒 / 北緯32.786833度 東経129.791972度）
    - 所管区域 - 式見町、向町、相川町、見崎町、牧野町、園田町、四杖町

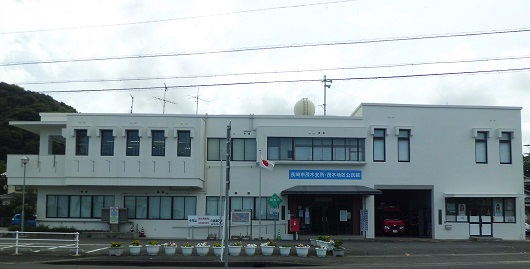
茂木地域センター

### 東総合事務所
- 所在地 - （地域福祉課）長崎市田中町279-4、（地域整備課）長崎市矢上町40-28
  -  日見地域センター（旧・日見支所）
    - 所在地 - 長崎市界2丁目1番19号（北緯32度45分29.4秒 東経129度56分36.1秒 / 北緯32.758167度 東経129.943361度）
    - 所管区域 - 芒塚町、宿町、界、網場町、春日町、潮見町

  -  東長崎地域センター （旧・東長崎支所）
    - 所在地 - 長崎市矢上町19番1号（北緯32度46分32.1秒 東経129度57分5.4秒 / 北緯32.775583度 東経129.951500度）
    - 所管区域 - 矢上町、平間町、高城台、鶴の尾町、現川町、田中町、東町、かき道、松原町、古賀町、つつじが丘、中里町、船石町、川内町、上戸石町、戸石町、牧島町

### 南総合事務所
- 所在地 - （地域福祉課・地域整備課）長崎市布巻町111-1（三和地域センター内）
  -  土井首地域センター（旧・土井首支所）
    - 所在地 - 長崎市柳田町45番地3（北緯32度41分6.0秒 東経129度50分35.1秒 / 北緯32.685000度 東経129.843083度）
    - 所管区域
      - 磯道町、古道町、三和町、土井首町、毛井首町、平瀬町、鶴見台、米山町、柳田町、草住町、京太郎町、鹿尾町、竿浦町、江川町、八郎岳町、末石町、平山町、平山台

  -  深堀地域センター（旧・深堀支所）
    - 所在地 - 長崎市深堀町5丁目182番地（北緯32度41分7.3秒 東経129度49分26.2秒 / 北緯32.685361度 東経129.823944度）
    - 所管区域 - 深堀町、大籠町

  - 香焼地域センター（旧・香焼行政センター）
    - 所在地 - 長崎市香焼町1070番地32（北緯32度41分16.8秒 東経129度48分34.9秒 / 北緯32.688000度 東経129.809694度）
    - 所管区域 - 香焼町

  - 伊王島地域センター（旧・伊王島行政センター）
    - 所在地 - 長崎市伊王島町1丁目甲3271番地（北緯32度42分15.1秒 東経129度46分42.6秒 / 北緯32.704194度 東経129.778500度）
    - 所管区域 - 伊王島町

  - 高島地域センター（旧・高島行政センター）
    - 所在地 - 長崎市高島町1728番地1（北緯32度39分39.9秒 東経129度45分21.1秒 / 北緯32.661083度 東経129.755861度）
    - 所管区域 - 高島町

  - 野母崎地域センター（旧・野母崎行政センター）
    - 所在地 - 長崎市野母町1665番地（北緯32度34分53.1秒 東経129度45分34.1秒 / 北緯32.581417度 東経129.759472度）
    - 所管区域 - 以下宿町、野母崎樺島町、黒浜町、高浜町、南越町、野母町、脇岬町

  - 三和地域センター（旧・三和行政センター）
    - 所在地 - 長崎市布巻町111番地1（北緯32度39分5.6秒 東経129度49分43.3秒 / 北緯32.651556度 東経129.828694度）
    - 所管区域 - 蚊焼町、川原町、為石町、椿が丘町、藤田尾町、布巻町、晴海台町、宮崎町

### 北総合事務所
- 所在地 - （地域福祉課・地域整備課）長崎琴海村松町703-14（琴海地域センター内）
  -  三重地域センター（旧・三重支所）
    - 所在地 - 長崎市三重町1098番地1（北緯32度49分30.7秒 東経129度44分51.0秒 / 北緯32.825194度 東経129.747500度）
    - 所管区域 - 松崎町、三重町、三重田町、樫山町、畦町、三京町、京泊、さくらの里、畝刈町、豊洋台、鳴見町、鳴見台、多以良町

  - 外海地域センター（旧・外海行政センター）
    - 所在地 - 長崎市神浦江川町657番地2（北緯32度52分48.7秒 東経129度40分47.3秒 / 北緯32.880194度 東経129.679806度）
    - 所管区域
      - 永田町、上黒崎町、下黒崎町、西出津町、東出津町、新牧野町、赤首町、神浦扇山町、神浦北大中尾町、神浦上大中尾町、神浦下大中尾町、神浦丸尾町、神浦江川町、神浦上道徳町、神浦下道徳町、神浦口福町、神浦向町、神浦夏井町、上大野町、下大野町、池島町

  - 琴海地域センター（旧・琴海行政センター）
    - 所在地 -長崎市琴海村松町703-14（旧・村松事務所）[14]（北緯32度51分53.5秒 東経129度47分13.9秒 / 北緯32.864861度 東経129.787194度）
    - 所管区域 - 琴海尾戸町、琴海大平町、琴海形上町、長浦町、琴海戸根原町、琴海戸根町、琴海村松町、西海町

## 交通アクセス
最寄りの鉄道駅
- JR九州 「長崎駅」
- 長崎電気軌道 「市役所電停」[15]

最寄りのバス停
- 長崎バス 県営バス「長崎市役所」バス停又は「市役所上」バス停下車 徒歩2分 [15]

最寄りの道路
- 国道34号 （市役所通り）「櫻橋」交差点

## 周辺施設
- 桜町公園
- 桜町郵便局
- 長崎市立桜町小学校
- 長崎警察署
- 長崎市民会館
- 長崎市消防局・中央消防署
- 長崎市立図書館
- 長崎県立長崎図書館
- 日本銀行長崎支店
- 長崎放送（NBC）本社
- 長崎歴史文化博物館
- 鎮西大社諏訪神社
- 中島川の石橋群（眼鏡橋を含む）

## 参考資料
- 「市制百年 長崎年表」（1989年（平成元年）4月1日, 長崎市役所）